# Benoît Paire
Benoît Paire (født 8. maj 1989) er en fransk tennisspiller.
Han repræsenterede Frankrig under Sommer-OL 2016 i Rio de Janeiro, der blev han slået ud i anden runde i single.

## Eksterne Henvisninger
- Benoît Paires profil på Olympics.com (engelsk)
- Benoît Paires profil på Sports-Reference OL-resultater (arkiveret) (engelsk)
- Benoît Paires profil på Olympedia (engelsk)
- Benoît Paires profil hos Frankrigs Olympiske Komité (fransk)
- Benoît Paires profil hos ATP World Tour (engelsk)
- Benoît Paires profil hos ITF Tennis (engelsk)
- Benoît Paires profil hos Davis Cup (engelsk)
- Benoît Paires profil hos ITF Tennis (engelsk)
- Benoît Paires profil hos as.com (spansk)